# Cerkiew Trójcy Przenajświętszej w Swisztowie
Cerkiew Trójcy Przenajświętszej (bg. Църква "Света Троица" в Свищов) – cerkiew prawosławna w Swisztowie.
Została wybudowana według projektu Nikoły Fiszewa i poświęcona 19 września 1867. Jest trzynawowa i posiada jedną centralną kopułę oraz trzy mniejsze wieńczące nawy. Świątynia jest długa na 30 metrów, we wnętrzu znajduje się ikonostas o długości 16 metrów i wysokości 10 metrów, zawierający siedemdziesiąt trzy ikony pędzla Nikoli Pawlowicza. Neobarokowa dzwonnica została dobudowana w latach 1883–1886 według projektu Genczo Nowakowa.
Świątynia doznała poważnych zniszczeń wskutek trzęsienia ziemi 4 marca 1977, została jednak odrestaurowana.